# Henrikas Žukauskas
Henrikas Žukauskas (ur. 19 lipca 1951 w Kownie) – litewski polityk, inżynier, minister środowiska w latach 2000–2001, poseł na Sejm Republiki Litewskiej.

## Życiorys
W 1975 ukończył studia w Wileńskim Instytucie Inżynierii Budownictwa (przekształconym później w Wileński Uniwersytet Techniczny im. Giedymina) ze specjalnością w zakresie architektury. Następnie do 1990 pracował w instytucjach publicznych (w tym administracji komunalnej Kowna) jako projektant.
Od 1990 do 1991 zasiadał w radzie miejskiej Kowna, pełniąc funkcje zastępcy mera. Następnie do 1997 prowadził firmę reklamową „Style”, był też założycielem telewizji Kaunas plius TV. W okresie 1998–2000 pełnił funkcję zastępcy dyrektora departamentu rozwoju miejskiego w Wilnie. W 2002 został wybrany do wileńskiej rady miasta.
W 2000 uzyskał mandat posła na Sejm z ramienia Litewskiego Związku Liberałów. W nowo utworzonym rządzie Rolandasa Paksasa w tym samym roku objął stanowisko ministra środowiska, które utracił w 2001 po rozpadzie koalicji. W 2002 odszedł z LLS i wraz z byłym premierem współtworzył Partię Liberalno-Demokratyczną.
W wyborach parlamentarnych w 2004 został ponownie wybrany, z ramienia koalicji Rolandasa Paksasa, Porządek i Sprawiedliwość. W kadencji tej wielokrotnie zmieniał kluby parlamentarne – zasiadał we frakcjach Partii Pracy, łączonej, Partii Demokracji Obywatelskiej, a od 2007 do końca kadencji w Związku Liberałów i Centrum. W 2008 nie ubiegał się o reelekcję.